# What You Want (singel Evanescence)
What You Want – utwór amerykańskiego zespołu Evanescence. Piosenka została napisana przez Amy Lee, Terry’ego Balsamo i Tima McCorda. Znalazła się na trzeciej studyjnej płycie pt. Evanescence (2011). Opisywana jest jako najcięższa i najbardziej różna niż inne piosenki Evanescence. Muzycznie „What You Want” to utwór, który wykorzystuje kilka instrumentów w swojej muzyce, zwłaszcza gitary, syntezatory i bębny.
Fragment utworu miał swoją premierę na MTV News w lipcu, a został wydany 9 sierpnia 2011 przez Wind-up Records jako pierwszy singel z albumu Evanescence. Po wydaniu „What You Want”, zrodziły się głównie pozytywne recenzje od krytyków muzycznych, którzy chwalili jego głośny dźwięk, potężny i gwałtowny śpiew Lee podczas piosenki. Jednak niektórzy recenzenci zauważyli, że piosenka nie była dużym odejściem od starych materiałów. Znalazła się na 68 pozycji na Billboard Hot 100 oraz w kilku wykresach składowych. Również na Canadian Hot 100 zajęła 55 miejsce.
Zdjęcia do teledysku „What You Want” rozpoczęły się 30 lipca 2011 r. w Brooklynie w Nowym Jorku, w reżyserii Meierta Avisa. Pokazuje on zespół wykonujący piosenkę na żywo w małym magazynie i Lee biegającą w różnych miejscach. Po premierze w internecie w dniu 9 września 2011 r., wideoklip otrzymał pozytywną odpowiedź ze strony krytyków, którzy na ogół chwalili obrazy i zauważyli podobieństwa do teledysku do „Bring Me to Life” z 2003 r. „What You Want” był wykonywany na żywo po raz pierwszy w MTV, a później na Jimmy Kimmel Live! !.

## Formaty i lista utworów
Digital download
1. „What You Want” – 3:40

CD single
1. „What You Want” – 3:40
2. „What You Want” (Elder Jepson Remix) – 3:18

## Pozycje na listach przebojów
| Lista (2011–12)                      | Najwyższa pozycja |
| ------------------------------------ | ----------------- |
| Brazylia (Billboard)                 | 30                |
| Niemcy (Media Control Charts)        | 84                |
| Japonia (Japan Hot 100)              | 58                |
| Korea Południowa (Gaon Chart)        | 59                |
| UK Rock Chart                        | 1                 |
| US Mainstream Rock Songs (Billboard) | 8                 |
| US Rock Songs (Billboard)            | 11                |